# 我愛波波
我愛波波是一款iPhone的應用程式，聲稱是「專門為喜愛波波名醫的普羅大眾所設計」，目前已遭到蘋果公司強制下架。
此軟體定位追蹤搜尋附近是否有留學波蘭醫學院畢業的醫生（網友們將其取綽號稱「波波」），因可能涉及直接公布個人資料，引發個人隱私的社會論戰。目前台灣有647位波波醫生，在強制下架前「我愛波波」大約提供70筆波波醫生資料。
對於波蘭的國家醫學訓練過程無法與台灣嚴謹的實習、國考制度相比，波蘭醫學院入學門檻遠低於台灣醫學院，修業時間也比台灣醫學院短且無實習制度，留學波蘭醫學院成為有心人在無法考上台灣的醫學院而進入醫學院成為醫生的捷徑之一。此軟體表面上是服務大眾，但實質上是以諷刺角度，要大家「注意」這些留學波蘭醫生的醫療專業能力。

## 軼聞
據傳這款應用軟體的作者是一名高雄醫學大學在學醫學生，因不滿波蘭醫學院畢業生以投機取巧的方式規避較嚴格的學歷驗證便可以直接參加醫師國考，並對波蘭醫學院畢業生的專業能力感到懷疑。

## 外部連結
- 波蘭醫生一覽表 （页面存档备份，存于）